# Johann August Stöger
Johann August Stöger, vlastním jménem Johann August Althaler, také Johann August Althaller (20. června 1791 Stockerau nebo Ravelsbach – 7. května 1861 Mnichov) byl rakouským divadelním ředitelem a zpěvákem (tenor).

## Životopis
Stöger se narodil 1791 v Dolním Rakousku ve Stockerau nebo Ravelsbachu jako syn zednického mistra jménem Althaler (někdy psáno jako Althaller). Oženil se roku 1833 s herečkou Johannou, rozenou Wimmer, ovdovělou Liebich (1774–1849). Jeho dcerou byla zpěvačka Augusta Stöger (1836–1868).
Po gymnáziu studoval zpěv ve Vídni a roku 1810 se stal členem sboru vídeňské Dvorní opery. Jako sólový zpěvák začínal roku 1815 v brněnském městském divadle, v roce 1816 přešel do pražského Stavovského divadla, kde zůstal do roku 1821 Zpíval tam celkem třicet rolí, mimo jiné roli Tamina v Mozartově Kouzelné flétně a roli prince v Cendrillon ou la Petite Pantoufle de verre (Popelka nebo malý skleněný pantoflíček) od Nicolas Isouard. Zde také poznal manželku svého ředitele Liebicha. Po jeho smrti 1816 jí pak radil při řízení divadla a v roce 1821 spolu Prahu opustili. V roce 1823 se stal ředitelem Stavovského divadla ve Štyrském Hradci. Současně řídil od roku 1825 i divadlo v Bratislavě. Na obou scénách byl mezi jiným ředitelem Ferdinandu Raimundovi a Johannu Nestroyovi.
V roce 1832 si pronajal divadlo v Josefstadt, kde byl odpovědný za některé premiéry: roku 1833 to byl Robert le diable (Robert ďábel) od Giacomo Meyerbeera, 1834 pak Das Nachtlager in Granada od Conradina Kreutzera, a také Der Verschwender od Ferdinanda Raimunda Ve Vídni se stal členem literární společnosti Ludlamshöhle.
Od roku 1834 do roku 1846 převzal pražské Stavovské divadlo a současně řídil od roku 1842 do roku 1844 také své soukromé Nové divadlo v Růžové ulici. V letech 1848 až 1849 se Stöger jako ředitel vrátil do divadla v Josefstadtu, V letech 1852–1858 si znovu pronajmul pražské Stavovské divadlo. Zde se staral zejména o díla od Giacomo Meyerbeera a od Richarda Wagnera. Po finančním konfliktu se svým společníkem a nástupcem Franzem Thomé, přesídlil roku 1860 ke své dceři do Mnichova, kde 7. května 1861 zemřel.